# Stazione meteorologica di Amatrice
La stazione meteorologica di Amatrice è la stazione meteorologica di riferimento relativa alla località di Amatrice.

## Coordinate geografiche
La stazione meteorologica si trova nell'Italia centrale, nel Lazio, in provincia di Rieti, nel comune di Amatrice, a 955 metri s.l.m. alle coordinate geografiche 42°37′N 13°17′E.

## Dati climatologici
Secondo i dati medi del trentennio 1961-1990, la temperatura media del mese più freddo, gennaio, è di +0,3 °C, mentre quella del mese più caldo, agosto, si attesta a +19,4 °C .
| Amatrice           | Mesi | Mesi | Mesi | Mesi | Mesi | Mesi | Mesi | Mesi | Mesi | Mesi | Mesi | Mesi | Stagioni | Stagioni | Stagioni | Stagioni | Anno |
| Amatrice           | Gen  | Feb  | Mar  | Apr  | Mag  | Giu  | Lug  | Ago  | Set  | Ott  | Nov  | Dic  | Inv      | Pri      | Est      | Aut      | Anno |
| ------------------ | ---- | ---- | ---- | ---- | ---- | ---- | ---- | ---- | ---- | ---- | ---- | ---- | -------- | -------- | -------- | -------- | ---- |
| T. max. media (°C) | 3,5  | 5,3  | 8,8  | 12,7 | 17,8 | 22,3 | 25,6 | 26,4 | 22,4 | 16,3 | 10,6 | 4,7  | 4,5      | 13,1     | 24,8     | 16,4     | 14,7 |
| T. min. media (°C) | −2,9 | −2,3 | 0,1  | 3,4  | 6,9  | 10,3 | 12,0 | 12,4 | 10,1 | 6,1  | 2,6  | −1,5 | −2,2     | 3,5      | 11,6     | 6,3      | 4,8  |